# Ghosts Again
„Ghosts Again“ je píseň britské elektronické hudební skupiny Depeche Mode z jejího patnáctého studiového alba Memento Mori, jež vyšla jako singl 9. února 2023. Jedná se o první singl skupiny vydaný po smrti Andrewa Fletchera 26. května 2022.

## Videoklip
Videoklip k písni měl premiéru na YouTube 9. února 2023 v 17:00 hodin středoevropského času (SEČ). Byl režírován Antonem Corbijnem. Klip byl natočen na střeše mrakodrapu na Manhattanu, výtvarná stylizace odkazuje k hře v šachy se smrtí, která se objevuje ve filmu Ingmara Bergmana Sedmá pečeť.

## Seznam skladeb
Digitální stažení, 7″
1. „Ghosts Again“ – 3:58

7″ (limitovaná edice magazínu Rolling Stone)
1. „Ghosts Again“ – 3:58
2. „Never Let Me Down Again“ – 4:20

Digitální stažení (Remixes)
1. „Ghosts Again“ (Massano Remix) – 6:42
2. „Ghosts Again“ (Chris Liebing vs Luke Slater Remix) – 8:06
3. „Ghosts Again“ (Miss Grit Remix) – 3:51
4. „Ghosts Again“ (Rival Consoles Remix) – 3:46
5. „Ghosts Again“ (Matthew Herbert's Feelings Remix) – 7:50
6. „Ghosts Again“ (Davide Rossi Strings Remix) – 4:00
7. „Ghosts Again“ (Bergsonist's Shadow Mix) – 4:08
8. „Ghosts Again“ (Nik Colk Void Remix) – 4:35

12″ (limitovaná edice)
1. „Ghosts Again“ (Massano Remix)
2. „Ghosts Again“ (Chris Liebing vs Luke Slater Remix)

## Umístění v žebříčcích
| Žebříček (2023)                          | Stát               | Pozice |
| ---------------------------------------- | ------------------ | ------ |
| Airplay Top 100 (ZPAV)                   | Polsko             | 22     |
| Heatseeker (Sverigetopplistan)           | Švédsko            | 16     |
| Media Control Charts (GfK Entertainment) | Německo            | 28     |
| Rádio – Top 100 (ČNS IFPI)               | Česko              | 63     |
| Rádio – Top 100 (ČNS IFPI)               | Slovensko          | 54     |
| Single Top 40 (Mahasz)                   | Maďarsko           | 2      |
| Singles Top 100 (Schweizer Hitparade)    | Švýcarsko          | 79     |
| UK Singles Sales (UK Singles Chart)      | Spojené království | 20     |
| Ultratop 50 Singles (Valonsko)           | Belgie             | 42     |
| Adult Alternative Airplay (Billboard)    | USA                | 2      |
| Alternative Airplay (Billboard)          | USA                | 9      |
| Hot Dance/Electronic Songs (Billboard)   | USA                | 13     |
| Rock & Alternative Airplay (Billboard)   | USA                | 9      |